# 비데가 마타바
비데가 마타바 (산스크리트어: विदेघ माथव, videgha māthava; 마이틸어: विदेह माधव, videha mādhav)는 고대 인도 아대륙의 비데하 왕국의 건국자이자 초대 왕이었다. 비데하는 미틸라의 고대 이름이다. 비데가 마타바는 이전에 그의 철학 스승인 고타마 라후가나와 함께 신성한 사라스바티강 강둑에 살았다. 샤타파타 브라마나에 따르면, 마타바는 그의 스승과 함께 미틸라로 와서 비데하 왕국을 세웠다.

## 어원
비데가 마타바는 비데가와 마타바라는 두 산스크리트어 단어로 이루어져 있다. 사야나의 주석에 따르면, 마타바는 비데가 출신인 마투 왕의 아들 이름이었다. 이와 유사하게 가우타마 마하리시는 리시 라후가나의 아들이었다. 왕국의 이름은 마타바의 부족 이름 비데가를 따서 비데하로 알려지게 된 것으로 믿어진다.

## 비데가 마타바의 이야기
비데가 마타바의 이야기는 야주르베다에 서술되어 있다. 샤타파타 브라마나에 따르면, 비데가 마타바는 사라스바티강 계곡 (아마도 물탄과 신드 사이 지역)에서 갠지스강 중류 계곡으로 이주했다. 그는 아그니 (불)와 함께 동쪽으로 여행했지만 간다키강 (간다크)의 사다니라 강에서 멈췄다. 그 후 비데가 마타바는 아그니 신에게 자신이 이제 어디에 머물러야 하는지 물었다. 아그니 신은 당신의 거처가 간다키강의 사다니라 강 동쪽에 있다고 말했다. 아그니 신이 비데가 마타바에게 "비데하"의 새로운 왕국을 세우라고 명령했다고 전해진다. 아그니 신은 간다키강 사다니라 강 건너편의 식물을 불태워 부족이 그곳에 정착할 수 있도록 했다. 후에 간다키강 사다니라는 비데하와 코살라 왕국 사이의 경계를 이루었다. 그는 자신의 부족을 동쪽에 빽빽한 식물이 있는 갠지스강 평원으로 이끌었다. 이것은 인도 동부의 비데하 왕국 아리아화 이론이다.